# Louis-Ernest Lheureux
Pour les articles homonymes, voir Lheureux.
Louis-Ernest Lheureux, né en 13 juillet 1827 à Fontainebleau et mort le 17 décembre 1898 à Paris, est un architecte français.

## Biographie

### Origines
Louis-Ernest Lheureux naît le 13 juillet 1827 vers 19 heures, à Fontainebleau (département de Seine-et-Marne), dans la rue des Bons-Enfans (actuelle place Napoléon-Bonaparte). Il est le fils de Louis Étienne Lheureux (serrurier) et d’Anne Marguerite Gouffier, mariés l'un à l'autre et alors respectivement âgés de 24 et 26 ans.

### Carrière
Son père, installé rue de France, le destine à la transmission de son métier de serrurier, mais un accident au bras l’empêche de continuer dans cette voie. On le fait petit commis auprès de Leblois, architecte de la ville ; il rentre par la suite à l’atelier parisien de l’architecte Henri Labrouste (également lié à Fontainebleau),. Il se développe à Paris et participe, en appartenant au Service des travaux d’architecture de la Ville de Paris, à l’entretien d’édifices dans les nouveaux 5e et 12e, puis 4e arrondissements,. Il tient ainsi une inspiration de son contemporain, l’architecte Eugène Viollet-le-Duc. Parmi ses œuvres, on considère sa principale comme étant l’école préparatoire du collège Sainte-Barbe,.

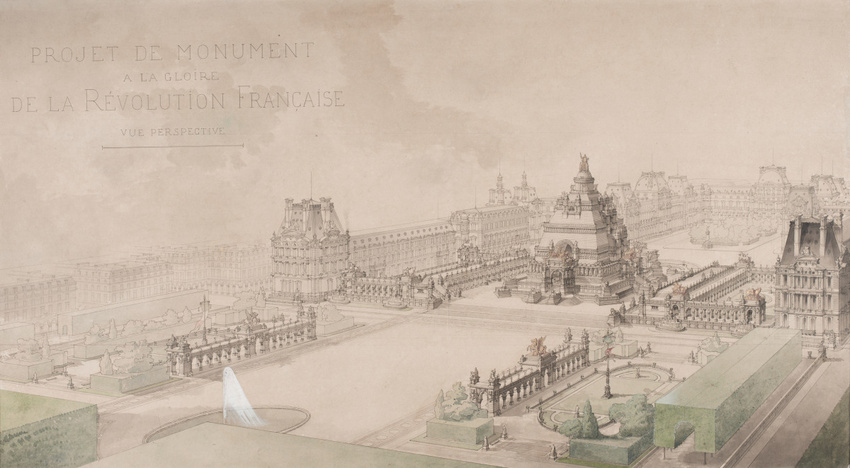
Dessin Projet de monument à la gloire de la Révolution française.

Au salon de 1889, il présente un Projet de monument à la gloire de la Révolution française pour le centenaire, comme certains de ses contemporains. Il s’agit d’une gigantesque pyramide monumentale dans le jardin des Tuileries, plus haute que les pavillons de Flore et de Marsan. Aucun projet de ce style ne voit le jour. Le dessin est quant à lui acquit en 1981 par le Musée d'Orsay.

### Fin de vie et décès
Atteint pendant longtemps d’une maladie, il décède le 17 décembre 1898, vers 19 heures, à l’âge de 71 ans, à Paris, dans l’hôtel qu’il s’est construit au 4, rue Largillière,,,. Ses obsèques ont lieu le 20 décembre en l’église Notre-Dame-de-l'Assomption de Passy.

## Éponymie
- Rue Lheureux, dans le 12e arrondissement de Paris, depuis le 31 janvier 1994[8].

### Articles de périodiques
- [Capitaine 1898] Léon Capitaine, « Louis-Ernet Lheureux », L’Architecture, no 53 de la 11e année,‎ 31 décembre 1898, p. 473-474 (lire en ligne  [PDF], consulté le 26 février 2023)
- [Lucas 1898] Charles Lucas, « Nécrologie - M. Louis-Ernest Lheureux », La Construction moderne, no 13,‎ 24 décembre 1898, p. 155-156 (lire en ligne  [PDF], consulté le 26 février 2023)

### Ouvrages
- [Daufresne 1987] Jean-Claude Daufresne, Louvre & Tuileries : architectures de papier, Bruxelles, Mardaga, 1987, 447 p. (ISBN 9782870092828, lire en ligne ), « Louis-Ernest Lheureux, Auguste Sauvage », p. 316-317